# 遠藤周作
遠藤 周作（えんどう しゅうさく、1923年〈大正12年〉3月27日 - 1996年〈平成8年〉9月29日）は、日本の小説家。日本ペンクラブ会長。日本芸術院会員、文化功労者、文化勲章受章者。
11歳の時カトリック教会で受洗。評論から小説に転じ、「第三の新人」に数えられた。その後『海と毒薬』でキリスト教作家としての地位を確立。日本の精神風土とキリスト教の相克をテーマに、神の観念や罪の意識、人種問題を扱って高い評価を受けた。ユーモア小説や「狐狸庵」シリーズなどの軽妙なエッセイでも人気があった。

## 来歴・人物
父親の仕事の都合で幼少時代を満洲で過ごした。帰国後、12歳の時に伯母の影響でカトリック夙川教会で洗礼を受けた。1941年上智大学予科入学、在学中同人雑誌「上智」第1号に評論「形而上的神、宗教的神」を発表した（1942年同学中退）。
その後、慶應義塾大学文学部仏文科に入学。卒業後、1950年にフランスのリヨンへ留学。帰国後は批評家として活動するが、1955年に発表した小説「白い人」が芥川賞を受賞し、小説家として脚光を浴びた。第三の新人の一人。キリスト教を主題にした作品を多く執筆し、代表作に『海と毒薬』『沈黙』『侍』『深い河』などがある。1960年代初頭に大病を患い、療養のため町田市玉川学園に転居してからは「狐狸庵山人（こりあんさんじん）」の雅号を名乗り、ぐうたらを軸にしたユーモアに富むエッセイも多く手掛けた。
無類の悪戯好きとしても知られ、全員素人による劇団「樹座」や素人囲碁集団「宇宙棋院」など作家活動以外のユニークな活動を行う一方で、数々の大病の体験を基にした「心あたたかな病院を願う」キャンペーンや日本キリスト教芸術センターを立ち上げるなどの社会的な活動も数多く行った。友人に対するいたずら電話がその例として挙げられる。
『沈黙』をはじめとする多くの作品は、欧米で翻訳され高い評価を受けた。グレアム・グリーンの熱烈な支持が知られ、ノーベル文学賞候補と目されたが、『沈黙』のテーマ・結論が選考委員の一部に嫌われ、『スキャンダル』がポルノ扱いされたことがダメ押しとなり、受賞を逃したと言われる。

## 生涯

### 出自
東京府北豊島郡西巣鴨町（現在の東京都豊島区北大塚）に、第三銀行に勤めていた銀行員遠藤常久と東京音楽学校ヴァイオリン科の学生郁（旧姓・竹井）の次男として生まれた。父・常久は東京帝国大学独法科在学中の1920年に郁と知り合い、翌1921年に結婚。同年に長男の正介、その2年後に次男の周作が誕生した。
かつて鳥取県東伯郡浅津村下浅津（現・湯梨浜町下浅津）にあった遠藤家は、江戸時代に鳥取の池田家に御典医として仕え、維新後同地に移り住んだ開業医だった。明治後期から終戦後まで当地で医業に当たったのは遠藤河津三で、花見村長和田（現・湯梨浜町長和田）には出張診療所も設け繁盛した。しかし、河津三には子どもがなかったため、鳥取市生まれの常久を養子に迎えた。
父・常久は後に安田工業の社長などを歴任する実業家となる。軽井沢の泉の里に持っていた別荘から白水甲二という筆名を編み出し、『きりしたん大名 大友宗麟』という作品を遺している。
母・郁は現在の岡山県笠岡市出身で、岡山県の土豪竹井党を遠祖に持つ。後に周作は、この遠祖の地（現在の岡山県井原市美星町中世夢が原歴史公園）に「血の故郷」と題した石碑を建立している。

### 幼少時代
1926年、常久の転勤（第三銀行から安田銀行）で、一家は満洲関東州大連に移る。1929年に遠藤は大連市大広場小学校に入学。このころ、郁が指先を血まみれにしながらヴァイオリンを練習する姿や満人のお手伝いさんに優しくする姿を見て敬意を抱く一方、常久からは勉強がよく出来る正介と比較して説教されることが多く、強烈な劣等生意識を抱いた。小学校4年のときに、作文「どじょう」が大連新聞に載る。1932年前後に常久に愛人が出来てから両親の仲が微妙になりはじめ、遠藤は暗い少年時代を送った。翌1933年、10歳のときに両親が離婚。ただし、正式な協議離婚届を提出したのは1937年で、その直後に常久は郁を常久の父・遠藤河津三の養女として迎え入れている。その数ヵ月後に常久は16歳下の女性と再婚した。
郁に連れられて帰国し、伯母（郁の姉）の家で同居生活を始めた。同年8月に兵庫県神戸市の六甲小学校に転入。このころから伯母の影響で西宮市にあるカトリック夙川教会聖テレジア大聖堂に一家で通い始めるようになった。カトリックの公教要理を学び始めるようになると、一家は教会に近い池の畔に転居した。
1935年、旧制灘中学校に入学。宝塚市にある小林聖心女子学院で音楽教師として勤め始めた郁がそこの聖堂で5月29日に洗礼を受け、6月23日には兄弟そろってカトリック夙川教会聖テレジア大聖堂で洗礼を受けた。郁の洗礼名はマリア、周作の洗礼名はパウロ。正介の勉強指導の成果もあり、入学当初は上位のクラスに入ったが、映画狂・読書狂・ジョーク好きなど様々な要因により、徐々に成績が低下、卒業前には成績最下位のクラスに在籍していた。江戸時代の滑稽本を好み、特に十返舎一九の『東海道中膝栗毛』に熱中し、弥次喜多に憧れ、自分も彼のような人物になりたいと考えていた。
1939年に一家は宝塚市仁川月見ヶ丘に転居した。この時すでに、正介は四修で第一高等学校に合格し、寮生活を始めている。このころ、郁は宗教的・精神的支柱になったドイツ人宣教師ペトロ・ヘルツォークと出会い、新居に併設した音楽レッスン場を聖書講話やミサの場として開放するようになる。

### 学生時代（1939年 - 1949年）
1939年に正介の影響もあり、四修で三高を受験するが敢えなく失敗している。1940年、再び三高を受験するが失敗、広島高も失敗。この為、阿川弘之等の広高出身者に対しては尊敬の念を抱いていたらしい。遠藤は同年に183名中141番の成績で灘中学校を卒業し、浪人生活に入った。なお、同年、正介が一高を卒業し東京帝国大学法学部に入学。正介は郁の帰国から数年遅れて帰国した常久の、世田谷経堂の家に身を寄せている。1941年に再び広島高などを受験して失敗。同年4月に上智大学予科甲類（独語）に入学するが、翌1942年2月9日に退学している。同年、浪速高と姫路高と甲南高を受け、全て失敗している。この頃に肺を病み、喀血している。
郁にこれ以上の経済的負担をかけることを恐れ、1942年に東京帝大を卒業し逓信省へ入省した正介の仲介で、常久の家に移った。常久が出した同居の条件は「旧制高校か医学部予科のどちらか」に入学することだった。しかし、東京外国語学校、日本医科大学予科、東京慈恵会医科大学予科、日本大学医学部予科に不合格となり、慶應義塾大学医学部予科には自信がなかったため、常久に告げず同大の文学部予科を受験、補欠合格。翌1943年4月に慶應義塾大学文学部予科に入学する。医学部予科を受験したものと思っていた常久は真相を知らされ激怒、遠藤を勘当した。
生活基盤を失い、友人の利光松男宅に居候し、家庭教師などのアルバイトで生活費を稼ぐことになった。まもなく、吉満義彦が舎監を務めるカトリックの学生寮白鳩寮に入寮した。学生寮での生活は初めての開けた世界だった。吉満の影響でジャック・マリタン、寮内で出来た友人松井慶訓の影響でリルケなどを読み耽った。また、吉満の紹介で、亀井勝一郎、堀辰雄などと知り合うことになった。堀辰雄との出会いは、ひとつの転機となり、猛烈な勢いで読書を始め、一夜にして勉強家と化した。
第二次世界大戦の日本の戦局の悪化に伴い、徐々に予科での授業は少なくなり、その期間、川崎の勤労動員の工場などで働くことを余儀なくされた。寮内での影響を多大に受けたフランス志向にさらに拍車を掛けたのが、下北沢で偶然購入した佐藤朔の『フランス文学素描』で、1945年4月に、慶應義塾大学文学部仏文科（佐藤朔が講師を務めていた）に進学した。この頃、戦局の悪化は日本国内にも大きな被害を与えるようになっていた。後の大作家・遠藤周作を生み出す土台となった白鳩寮は東京大空襲で焼失した。なお、徴兵検査では第一乙種だったが、肋膜炎などで入隊期間が大幅にずれ、入隊直前に終戦を迎えた。終戦後は大学に戻り、ジョルジュ・ベルナノス、フランソワ・モーリアックなどのフランスのカトリック文学に傾倒した。大学の一年先輩の安岡章太郎との知遇も得た。
1947年12月、初めて書いた評論「神々と神と」が神西清に認められて、角川書店の『四季』第5号に掲載され、批評家としてデビューした。その後、佐藤朔の推挙で評論「カトリック作家の問題」を『三田文学』上で発表したのをきっかけに、佐藤朔の推挙で『三田文学』、神西清の推挙で『高原』などで評論を多数発表している。1948年末もしくは1949年初頭には正式に『三田文学』同人となり、柴田錬三郎、原民喜、丸岡明、山本健吉、堀田善衛との知遇を得ている。
1948年同大学卒業。卒業論文は「ネオ・トミズムにおける詩論」。松竹大船撮影所の助監督試験を受けたが、敢えなく不採用に終わっている。その後、佐藤朔の紹介で鎌倉文庫の嘱託として働き始め、また、ペトロ・ヘルツォーク神父が主催する雑誌『カトリック・ダイジェスト』の編集作業に、正介・郁（小林聖心女子学院を依願退職して上京した）とともに携わっている。同年、評論活動とこれらの仕事の合間に、小林聖心女子学院のシスターから依頼を受けて、初の戯曲「サウロ」を書き上げている。

### 留学時代（1950年 - 1953年）
1950年6月4日、フランスのカトリック文学をさらに学ぶため、戦後初のフランスへの留学生として渡欧した。フランス船マルセイエーズ号で横浜港を出航し、7月5日にマルセイユに着く。新学期までルーアンの建築家ロビンヌ家に滞在し、9月にリヨン大学に入学した。留学時代には勉強の合間に通常の評論活動に加え、フランスでの見聞などをエッセイや小説風のルポルタージュにまとめた。それらは大久保房男の厚意で『群像』、そして『カトリック・ダイジェスト』誌などで発表された。1951年夏にはフランソワ・モーリアックの『テレーズ・デスケルゥ』の舞台になったフランス南西部ランド地方を徒歩旅行するなどし、フランスでの生活を満喫したが、翌1952年初夏に肺結核を起こし、吐血。6月から8月までコンブルー）の国際学生療養所に入所する。退所後にパリに移ったものの12月に再び肺結核が悪化し、ジュルダン病院に入院した。病状の悪化でフランスでの生活に見きりをつけ、リヨン大学の博士論文の作成を断念する。翌1953年1月に、日本船赤城丸で帰国の途に着いた。翌月に日本着。
帰国後、企業家岡田幸三郎の長女、慶應義塾大学文学部仏文科に在籍していた岡田順子と交際を始めた。体調は相変わらず優れなかったが、7月に留学時代のエッセイをまとめた『フランスの大学生』を早川書房から処女出版し、批評家の道をゆっくりながら踏み出した。12月に敬愛する母が脳溢血で急死する悲劇に見舞われた。書簡や日記によれば、留学から帰国直前、フランスの7歳下の女子学生と交際していた。その女性は遠藤が結婚したと聞き、1966年フランス語講師として北海道大学に赴任した。遠藤は彼女に『沈黙』のフランス語訳をすすめた。彼女は1970年に帰国し、1971年乳がんのために死去した。41歳。

### 駆け出し作家時代（1954年 - 1962年）

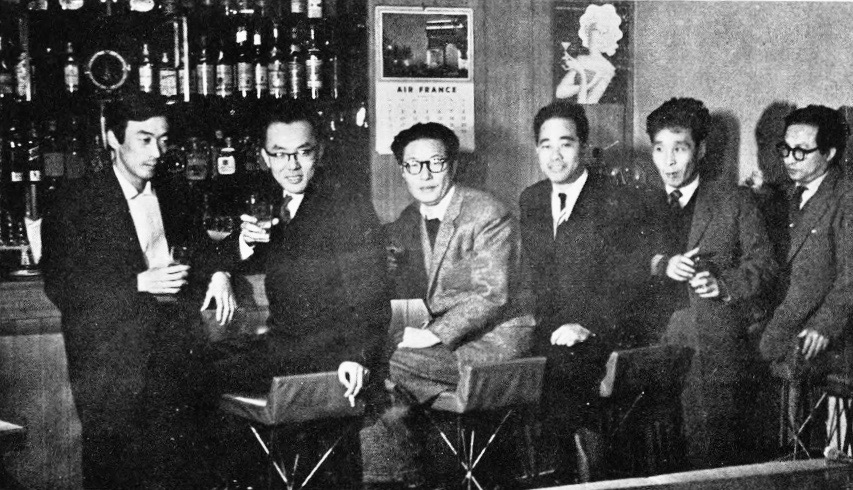
第三の新人の面々。左から吉行淳之介、遠藤周作、近藤啓太郎、庄野潤三、安岡章太郎、小島信夫。

1954年4月から文化学院の講師を務めた。安岡章太郎の紹介で、谷田昌平とともに構想の会に参加し、小島信夫、近藤啓太郎、庄野潤三、進藤純孝、三浦朱門、吉行淳之介らとの知遇を得た。
この年から、本格的に作家として活動を始める。奥野健男の依頼で現代評論に創刊号から参加するなど駆け出しとしては上々と思われた。1954年末に執筆した、初の小説「アデンまで」は仲間内で高い評価を受けた。続いて執筆した小説「白い人」は、翌1955年7月に、一足飛びに第33回芥川賞を受賞した。同年9月、岡田順子と2年半の交際を実らせ、結婚した。交際当初、岡田の父岡田幸三郎は「文士風情」「肺に病気を抱えている」などの理由でこれを認めなかったが、遠藤周作の文章を早い時期から評価し、なおかつ、岡田家とも繋がりがあったフランス文学者小林正が説得に当たったという。結婚後は、一時期父の家に順子夫人が家入りする形で同居したが、まもなく世田谷松原に転居した。1956年6月、長男の龍之介が誕生。芥川賞を受賞し、作家としては順風満帆な駆け出しかと思えたが、当時の生活は決して楽なものではなかったという。1956年から上智大学文学部の講師を務めた。
1957年、九州大学生体解剖事件（相川事件）を主題にした小説「海と毒薬」（文学界、6・8・10月）を発表し、小説家としての地位を確立した。『海と毒薬』は、翌1958年4月に文藝春秋新社から出版され、12月に第5回新潮社文学賞、第12回毎日出版文化賞を受賞した。9月末にアジア・アフリカ作家会議に出席するため、伊藤整、加藤周一、野間宏らとともに渡ソ。10月にソ連のタシケントでの会議に参加した後、モスクワを廻り、12月に帰国した。同1958年、第六次三田文学に編集委員として参加。他の委員は堀田善衛、梅田晴夫、安岡章太郎、白井浩司、柴田錬三郎、庄司総一。
1959年11月には、マルキ・ド・サドの勉強／さらに理解を深めるために、順子夫人を同伴して、フランスに旅行した。遠藤はこの時に、マルキ・ド・サドの研究家、ジルベール・レリー）、ピエール・クロソウスキーとの知遇を得た。その後、イギリス、スペイン、イタリア、ギリシャからエルサレムを廻り、翌1960年1月に帰国した。
帰国後に体調を崩し、4月に肺結核が再発。東京大学伝染病研究所病院に入院し、治療を試みたがなかなか回復せず、年末に慶應義塾大学病院に転院した。翌1961年に、3度にわたり肺の手術を行った（1月7日、1月21日前後、12月末）。危険度が高い3度目の手術の前日、とある見舞い客が持ってきた紙で出来た踏絵を見たという。一時は危篤状態までに陥ったが、奇跡的に回復した。翌1962年5月にようやく退院することになった。

### 1963年以降
1966年には代表作『沈黙』を発表している。同作で第二回谷崎潤一郎賞を受賞する。同年に第七次三田文学で編集長となる。1968年、長野県軽井沢町に別荘を建てる。近所の北杜夫や矢代静一ら作家仲間たちとの交流の場となる。なお軽井沢に初めて訪れたのは、大学在学中に病気療養中の堀辰雄を訪ねたときである。1973年『死海のほとり』、評伝『イエスの生涯』発表。1978年、評伝『キリストの誕生』を発表。第三十回読売文学賞（評論・伝記賞）を受賞。1979年、『マリー・アントワネットの生涯』発表。1980年、『侍』で第三十三回野間文芸賞を受賞する。同年代から「武功夜話」をベースにした小説『反逆』を読売新聞に連載（1988年1月26日 - 1989年2月7日）、同じく小説『決戦の時』を山陽新聞などに連載（1989年7月30日 - 1990年5月31日）、同じく小説『男の一生』を日本経済新聞に連載した（1990年9月1日 - 1991年9月13日）。この3作品は遠藤周作の戦国三部作と呼ばれる。1993年『深い河』発表。この小説は冒頭から「シンクロニシティ」を扱っている。なお「シンクロニシティ」については、1992年8月「朝日新聞」に連載していた随筆「万華鏡」の「人生の偶然」において、F・D・ピートの『シンクロニシティ』を絶賛し、それにより同書がベストセラーに躍り出るという事が起きている（「シンクロニシティ」を良い意味で取り上げることはカトリック作家としては異例の事態であったが、オカルトへの好意的言及はエッセイやホラー小説の分野では古くから行われている）。
1993年5月に腹膜透析の手術を行った。一時は危篤状態までに陥ったが、奇跡的に回復する。最初はなかなか苦痛に耐えられず、愚痴や泣き言を繰り返していたが、自分とヨブの境遇を重ね合わせ、「ヨブ記の評論を書く」と決心してからはそれがなくなった。1995年『深い河』を原作として、インドの母なる大河ガンジス（ガンガー）を舞台に、愛と悪と魂の救済がテーマとする映画が公開される。撮影にあたりインド政府の協力により、日本映画初のインドでの長期ロケーションが実現している。
1996年4月、腎臓病治療のため慶應義塾大学病院に入院、同年9月に脳出血。同月28日には昼食を喉に詰まらせ、肺に誤嚥し呼吸停止に陥った。それはすぐに取り除かれたが、そこから病原菌が広がり、肺炎を併発した。それは肺を片方しか持たない人間には致命的な事態だった。翌9月29日午後6時36分、肺炎による呼吸不全で同病院で死去した。73歳だった。絶筆は三田文学1996年夏季号に掲載された佐藤朔の追悼文（口述）だった。ヨブ記の評論を書く希望は遂に叶えられなかった。

### 死後（1996年 - ）
スポーツ新聞は、「狐狸庵先生逝く」という見出しで報じた。葬儀は麹町の聖イグナチオ教会で行われた。教会は人で溢れ、行列は麹町通りにまで達した。生前の本人の遺志で『沈黙』と『深い河』の2冊が棺の中に入れられた。カトリック府中墓地に埋葬された。2015年12月に聖イグナチオ教会の地下納骨堂に移された。遺族や親交のあった関係者により文学館の建設構想が進められ、2000年5月に『沈黙』の舞台となった長崎県西彼杵郡外海町（現・長崎市）に「外海町立遠藤周作文学館」が開館した。

## 作風

### テーマとしてのキリスト教
キリスト教は遠藤文学の最大のテーマであり、神学者ではなく、神学教育は受けていないにも関わらず、また、必ずしも正統とは言い難い思想もあるにも関わらず、日本のキリスト教分野を代表する人物とされている。小説以外の形式でも、「私のイエス」「私にとって神とは」などを発表しており、キリスト教関係者の間でもしばしば賛否両論含めた論評の対象になる。

#### 日本人とキリスト教の矛盾
遠藤は家がカトリックであり、旧制中学時代にカトリックの洗礼を受けている。さらに1950年からフランス留学をしている。この留学の時に感じ、そして遠藤の人生最大のテーマとなった葛藤が「日本人でありながらキリスト教徒である矛盾」であった。遠藤は後年、自分の信仰に関する思索を、「だぶだぶの洋服を和服に仕立て直す作業」と表現している。このテーマは最期まで貫かれており、晩年の「深い河」へもつながっていく。

#### キリスト教の持つ救済の力
キリスト教の持つ最大の救いの能力は、聖書に描かれるゴルゴダを登るキリストであるとしている。罪人として拷問の末汚れにまみれ、自分を磔る十字架を背負い、しかも衆人から激しい罵声を浴びつけられる姿が歴史上もっともみじめな、しかし美しい人間であるとしている。誰にも認められず、汚く惨めな自分をどこまでも無限に傍らにいて見守る人、それがキリストであるとしている。この特徴的なキリスト教解釈は高い評価と共に、異端であるとも見做されることもある。

#### キリシタン時代
遠藤は戦国時代から江戸時代にかけてのいわゆるキリシタン時代に強い関心を持ち、小説・評伝などの数多くの作品を残している。ジョセフ・キャラや小西行長など、実在の人物を下敷きにした作品も多い。
「沈黙」「侍」などは日本にやってきた宣教師をモチーフに描かれている。宣教師たちが長年の努力でいくらかの信者を集めたにもかかわらず、彼らは社会が変わればあるいは空気が変わるだけで全く簡単に棄教してしまう。このことが何故なのか、キリスト教社会にとっては決定的に理解しがたい日本人像であった。…キリスト教の原理を理解し守っていた日本人信者は実は現世や来世で単に幸せになりたいだけであり、キリスト教にとっての神の教えの真の尊さは関係がなかったのである。教義を理解していても真の信仰は無かったのである。
日本人は結局、個人もしくは（これが重要だが）集団として現世・来世に不利益と思えば思想そのものを大きく変更しても構わない、この原理は日本人に取りあらゆる哲学や宗教原理よりも強いことが生々しく描かれる。そして信者（実は信仰していないにもかかわらず）や宣教師は日本社会そのものに棄教（『沈黙』）に追い詰められたり、死（『侍』）に追いやられたり、堕落（『黄色い人』）に追いやられてしまう。
遠藤は、キリシタン時代に関心を持つ理由として自らが戦争時代に敵性宗教を信じる者として差別を受けた経験があったからとしている。

#### 『海と毒薬』において
現世利益的な日本人像は『海と毒薬』で人体実験をする医師・看護師らとして描かれている。これらに関わっている人間は、良心の呵責を感じながらも、誰でもあるような人生の移り変わりのたまたまのタイミングで人体実験への参加を呼びかけられ、強い反発もせずに漫然と関わってしまう。このことも結局キリスト教の様な倫理的性質をもつ行動原理が日本人には存在せず、集団心理で平凡な人格の持ち主たちがなんとなくに非道に転んでしまうことを主張している。

#### 『深い河』において
日本人とキリスト教の矛盾に苦しんでいた遠藤は、晩年の作品『深い河』において「日本人のもつべきキリスト教像」「汎世界的なキリスト教像」を提示している。
遠藤は元来から、キリスト教のみを至上の宗教とする、排他的な思想の持ち主ではなかった。西洋のキリスト教が唱えてきた、キリスト教を唯一の正しい宗教であるとする考えとの乖離は、キリスト教信徒である遠藤にとって大きな矛盾となっていたのである。
そんな遠藤にとって衝撃を与えたのは、イギリスの宗教哲学者ジョン・ヒックの宗教多元論であった。あらゆる諸宗教を等しく価値あるものとみなすこの思想は、遠藤が苦しんでいた矛盾を解決する光となった。
遠藤が興味を惹かれていたインドを舞台にして、新たなキリスト教像を提示したこの作品は、大きな反響を巻き起こした。熊井啓監督によって映画化され、また、歌手の宇多田ヒカルは、この作品に影響を受け、「Deep River」という楽曲を発表している。

### エディプス・コンプレックスと「母なるもの」
幼少時に抱いたエディプス・コンプレックスは後年まで後を引き、様々な作品に影響を与えた。
母は東京音楽学校ヴァイオリン科にいたこともあり、芸術に対しても自分に対しても厳しい人だった。父とは異なるタイプの厳格さを持ち、子供たち（周作・正介）を叱ることこそしなかったが、ただひとつ「それはホーリィではない」という言葉を子供たちにかけた。それは子供心に非常にこたえる言葉だったが、不思議と素直にそれを受け入れる事ができた。子供たちは母を慕った。
父が母を棄てた事をどうしても許せず、死に目に会えなかった母に対する贖罪の意識と、順子夫人と結婚し一児をもうけ家庭を築き、その大事さを実感した事があいまって、別居後は父を激しく敵視・憎悪した。
父との和解をすすめた順子夫人を「両親の揃った家にぬくぬくと育ったお前に、俺の苦しみなんて分かってたまるか」と斬り捨て、兄が急死した時には「俺は孤児になった、孤児になった」と嘆き、悲しんだ。
1977年、兄が急死した後「母と同じ墓に入りたい」という兄の生前の希望を叶えるため、母の墓を掘り起こし、火葬場で遺体を焼いて、お骨にし骨壺に入れた。兄の墓が出来るまでの猶予期間、遠藤周作はその骨壺を預かる事になり、その骨壺を音楽会に持ち込み、「母」と音楽会を楽しんだ。子供の頃に母に連れられていったヤッシャ・ハイフェッツの来日公演の記憶は鮮明に残っていた。実際には喧嘩をする事も多かったが、長い年月をかけて、母の記憶は美化・純化されていた。
父の晩年には、「親父も孤独な奴だということがわかったよ。自分の女房と、息子たちの子供時代の話ができないのは辛いだろうな」と、その意識を軟化させ、入院中の父を見舞うようになった。しかし、義母（父の再婚相手）に対しては、「親父をおじいちゃんと呼んでもいいけれど、二度目の母のことをおばあちゃんと呼ぶな」と、順子夫人と息子・龍之介に強制し、義母を「おやじのかみさん」と呼び続けた。

### 「心あたたかな医療」
1980年代半ばから始めた「心あたたかな医療」運動は、自らの大病歴から生まれたものでもあったが、それを提唱する直接のきっかけとなったのは「お手伝いさんの死」だった。20代半ばのお手伝いさんが骨髄ガンで亡くなった。医者から1ヶ月の命と宣告され、お手伝いさんが入院した時、遠藤自身も、蓄膿の手術の後で、上顎ガンの疑いがあるということで、検査のため同じ病院に入院していた。不確定な死の陰に怯える男が、確実に死ぬと分かっている彼女のために出来ることは、彼女に嘘をついて励ますこととせめて、安楽に死なせてやってほしいと交渉することだけだった。自らも、彼女の苦しみを少しでも和らげるためならと禁煙を決意、実行した。
彼女の死後／自らの上顎ガンの疑いが晴れた後、延命治療の方法論や医者の無神経から発する行為に疑問を抱き、それらは是正すべきものであるという「心あたたかな医療」運動を展開した。現在、その活動は確かに引き継がれ、根を張り始めている。

### 「狐狸庵」先生としての遠藤周作
1963年に駒場から町田市玉川学園に転居したころから、雅号を「雲谷斎狐狸庵山人」とする。「狐狸庵」とは「狐狸庵閑話」が関西弁で「こりゃあかんわ（＝これはダメだな）」の意味のシャレである（狐狸庵とは、一般には、遠藤周作が40代を過ごすことになった自称柿生の山里（正確には玉川学園）の庵（住まい）をさすものと認識されているが、随筆の中で、柿生に移る前の東京都渋谷区の住いをはじめて狐狸庵と称したとしており、柿生の狐狸庵は新しい狐狸庵であるとしている）。1978年10月に『アップダウンクイズ』（毎日放送）に出演した際には、「狐狸庵」の由来として「町田に引っ越したところ、周りが山と林ばかりだった」ことと「ある随筆を頼まれて全く書けなかったことがあり『こりゃあかんわ』と思った」ことの2つがあると語っている。
滋賀県の懇意にしていた料亭を狐狸庵を琵琶湖にかけてもじって「湖里庵」と命名している。
純文学作家・遠藤は、カトリックと日本人との関わりを歴史的経緯の中で追求していくよう学生時代の恩師や先輩から勧められたことを小説家としての出発点とし、かつライフワークとして取り組んだ。一方、謹厳な宗教分野のテーマを追求する純文学作家としての姿を自ら離れ、いわゆるぐーたら物を中心とした身辺雑記等を書き連ねる随筆作家としての自身が創造した別のキャラクター（花鳥風月を愛し、ぐうたらでなまけものの権化、しかし言いたいことは言う）が狐狸庵山人ということになった。
ただしいずれの分野の作品もすべて公式には遠藤周作著で統一されているので、作品中で自称しているだけのユーモアである。
親友の北杜夫らとともにユーモア文学ないしユーモア作品と呼ばれる数々の随筆群を発表し、この分野の旗手と目されブームを築いたこと、またTVのCMに「狐狸庵先生遠藤周作」としてたびたび登場した経緯から、世間一般に周知されることとなった。
したがって遠藤の純文学作品が取り上げられるときに限っては「狐狸庵山人」や「狐狸庵先生」という呼称は用いられることはない。文学以外の分野では、素人劇団「樹座（きざ）」や音痴しか入団できない合唱団「コール・パパス」、素人囲碁集団「宇宙棋院」を組織したりと活動は多岐に亙った。
さくらももこは遠藤周作と対談した際、どんな真面目な内容か緊張していたが、年齢を10歳偽るなど最初から最後まで掴みどころのないジョークで翻弄されてしまい、最後に渡された「ぼくの電話番号」に翌日電話するように言われて約束通り電話したところ、それは東京ガスの営業所の番号であったというエピソードをエッセイで語っている。
なお、遠藤は中間小説の分野ではユーモア、ナンセンスもの以外にホラー、サスペンスも得意とした。専門のエンタテインメント作家のものに比べると(スキルの面での難点も見られるが)いずれも異色であり、うち2作が映画化されるなど人気も高い。これは純文学作家遠藤周作とも狐狸庵先生とも異なる第3の顔と見なすこともできる。

## カトリックの評価
遠藤は、ヨーロッパで触れたキリスト教が父性原理を強調するあまり日本人の霊性に合わないと不満を持ち、キリスト教を日本の精神的風土に根付かせようと試みた。遠藤自身はそれを「日本人としてキリスト教信徒であることが，ダブダブの西洋の洋服を着せられたように着苦しく，それを体に合うように調達することが自分の生涯の課題であった」と語っている。
晩年にはジョン・ヒックの提唱する宗教多元主義と出会って影響を受け、『深い河』の登場人物である大津を通して「神（イエス）は愛、命のぬくもり、もしくはトマトでもタマネギと呼んでもいい」といっている。
このため、遠藤に対するカトリック教会での評価は賛否が大きく分かれることとなった。
遠藤と共にフランスで学んだ井上洋治神父は、「遠藤周作氏の著作『死海のほとり』と『イエスの生涯』は、そのイエス像に賛成すると否とにかかわらず、初めて深く日本の精神的風土にキリスト教がっちりとかみ合った作品だと言えるでしょう」と高く評価している。また、カトリック新聞にも遠藤が「キリスト教を広めた」という評価する記事が掲載された。
サレジオ会のアロイジオ・デルコル神父は、1978年12月24日のクリスマスのテレビ番組で「キリストは奇跡をしたといわれるが、じっさいは無力で何の奇跡もしなかったのである」という自説を『イエスの生涯』、『キリストの誕生』、『沈黙』等で書いたと遠藤が語ったことに対し、「遠藤氏の文学は、キリスト教や聖書をテーマにしたにしても、布教にとって大きなマイナスであり、とくに非キリスト者にとっては、”ゆがめられたキリスト教”紹介したにすぎない」と評している。
遠藤が踏絵のキリストの顔が「早くふむがいい。それでいいのだ。私が存在するのは、お前たちの弱さのために、あるのだ」と言っている気がしたとカトリック新聞1972年1月23日付の記事に書いたことに対し、フェデリコ・バルバロ神父は反論を書いている。
しかしながら、遠藤は初期の留学経験などから西欧との深い溝、そして日本人と（東洋的）汎神論の避け難い結合を意識し、キリスト教という宗教を文化背景に持たない日本において、救い主キリストが日本人にどのように提示され得るかという問題意識を持つに至った。この認識、そして第2公会議における「すべての民族の独自性は伝統文化に照らし合わせ適応され受け入れられる」（教会の宣教活動に関する教令）という宣言を考慮することなしに、『沈黙』から『侍』に至る彼の母性的な「同伴者イエス」のビジョンを理解することが難しい、ということを、上に引用された批判は計らずも明らかにしているのである。

## 略年譜
- 1923年（大正12年）

3月27日 - 東京巣鴨に生まれる。
- 1926年（大正15年・昭和元年）

父の転勤により、満洲関東州、大連に移る。
- 1929年（昭和4年）

大連市の大広場小学校に入学。
- 1933年（昭和8年）

父母の離婚により母に連れられて兄とともに日本に帰国し神戸市の六甲小学校に転校する。
- 1935年（昭和10年）

私立灘中学校に入学。
4月 - 母は宝塚市の小林聖心女子学院の音楽教師になり5月29日受洗。
6月 - 周作も兄とともに西宮市の夙川カトリック教会で受洗。洗礼名ポール。
- 1940年（昭和15年）

灘中学校卒業。
- 1941年（昭和16年）

4月 - 上智大学予科甲類に入学し籍を置くが、なお旧制高校をめざして受験勉強を続ける。
- 1942年（昭和17年）

2月 - 上智大学予科を退学。旧制高校受験の失敗が続くが、母の経済的負担を考え、経堂の父の家に移る。
- 1943年（昭和18年）

- 慶應義塾大学文学部予科に入学。しかし父が命じた医学部を受けなかったため勘当され、父の家を出てアルバイト生活を続ける。友人宅にころがりこんだ後、学生寮に入る。
- 1945年（昭和20年）

慶應義塾大学文学部仏文科に進学。
- 1946年（昭和21年）

父の家に戻る。
- 1947年（昭和22年）

12月 - 処女評論『神々と神と』が神西清に認められ、『四季』第5号（角川書店）に掲載。
- 1948年（昭和23年）

3月 - 慶應義塾大学仏文科卒業。松竹大船撮影所の助監督採用試験に失敗。
- 1949年（昭和24年）

6月 - 鎌倉文庫の嘱託になり、外国文学辞典編纂に従事したが、同社はまもなく倒産。カトリック・ダイジェスト社で働く。三田文学同人になる。
- 1950年（昭和25年）

6月 - 戦後初のフランスへの留学生として渡欧。
10月 - リヨン大学に入学。
- 1951年（昭和26年）

夏 - モーリヤックの『テレーズ・デスケイルウ』の舞台であるランド地方を徒歩旅行。
- 1953年（昭和28年）

パリに移る。体調を崩し入院。
2月 - 帰国。
7月 - 『フランスの大学生』を早川書房より刊行。
12月 - 母郁死去。
- 1954年（昭和29年）

4月 - 文化学院の講師を務める。安岡章太郎の紹介で構想の会に参加し、知己を広げる。奥野健男の紹介で現代評論に参加し、6・12月号に『マルキ・ド・サド評伝』を発表。
11月、三田文学に処女小説『アデンまで』を発表。
- 1955年（昭和30年）

7月 - 『白い人』で第33回芥川賞を受賞。
9月 - 岡田幸三郎の長女、順子と結婚。父の家で短期間同居の後、世田谷区松原に転居。
- 1956年（昭和31年）

6月 - 長男龍之介誕生。上智大学文学部の講師を務める。
- 1958年（昭和33年）

10月 - アジア・アフリカ作家会議に参加。
12月 - 『海と毒薬』で第5回新潮社文学賞、第12回毎日出版文化賞を受賞。
- 1959年（昭和34年）

11月 - マルキ・ド・サドの勉強／さらに理解を深めるために夫人を同伴してフランスに旅行、翌年1月に帰国。
- 1960年（昭和35年）

4月 - 帰国後に体調を崩し、東京大学伝染病研究所病院に入院。年末に慶應義塾大学病院に転院。
- 1961年（昭和36年）

1月 - 3回にわたり肺の手術を行なう。一時は危篤状態までに陥ったが、奇跡的に回復する。
- 1962年（昭和37年）

- 5月、退院。
- 1963年（昭和38年）

3月 - 町田市玉川学園に転居。新居を「狐狸庵」と名付け、以降「狐狸庵山人」という雅号を使い始める。
- 1965年（昭和40年）

- 新潮社の書き下ろし小説『沈黙』制作のための下調べ／取材で、三浦朱門とともに長崎・平戸を数回旅行。
- 1966年（昭和41年）

3月 - 『沈黙』を刊行。
成城大学の講師を務める（ - 1969年）
5月 - 劇団雲で戯曲『黄金の国』（演出：芥川比呂志）初演。
10月、『沈黙』で第2回谷崎潤一郎賞を受賞。
- 1967年（昭和42年）

8月、ポルトガル大使アルマンド・マルチンスの招待を受け、アウブフェーラで行われた聖ヴィンセントの300年祭で記念講演。その後、リスボン、パリ、ローマを廻り、9月に帰国。
- 1968年（昭和43年）

- 三田文学の編集長に就任（ - 1969年）。
4月 - 劇団「樹座」を立ち上げ、紀伊國屋ホールでウィリアム・シェークスピアの『ロミオとジュリエット』を上演。
- 1969年（昭和44年）

1月 - 新潮社の書き下ろし小説『薔薇の館・黄金の国』制作のための下調べ／取材で、イスラエルに旅行し、2月に帰国。
4月 - アメリカ国務省の招待を受け、アメリカに旅行し、5月に帰国。
- 1970年（昭和45年）

4月 - 矢代静一、阪田寛夫、井上洋治とともにイスラエルに旅行し、5月に帰国。
- 1971年（昭和46年）

11月 - 戯曲『メナム川の日本人』制作のための下調べ／取材で、タイのアユタヤに旅行。その後、ベナレス、イスタンブール、ストックホルム、パリを廻り、同月帰国。ローマ法皇庁からシルベストリー勲章を受ける。
- 1972年（昭和47年）

3月 - ローマ法王謁見のため、三浦朱門、曽野綾子とともにローマを旅行。その後、書きかけの小説『死海のほとり』を仕上げるため、イスラエルに立ち寄り、4月に帰国。
5月 - 中央教育審議会の委員を引き受ける。
10月 - 日本文芸家協会常任理事に就任。遠藤周作作品が欧米で翻訳され始める。この年には『海と毒薬』がイギリスで、『沈黙』がオランダ、スウェーデン、スペイン、ノルウェー、フランス、ポーランドで翻訳出版された。
- 1973年（昭和48年）

3月 - 「遠藤周作氏と行くヨーロッパ演劇の旅」で、ロンドン、パリ、ミラノ、スペイン（アンダルシア州）を廻り、4月に帰国。
- 1974年（昭和49年）

5月 - 仕事場を代々木富ヶ谷に移す。
10月 - 新潮社の書き下ろし小説『彼の生き方』制作のための下調べ／取材で、メキシコに旅行し、同月に帰国。
- 1975年（昭和50年）

- 2月、北杜夫、阿川弘之とともにロンドン、フランクフルト、ブリュッセルで在留日本人のための講演旅行、同月に帰国。
- 1976年（昭和51年）

1月 - 面白半分の編集長に就任（ - 6月）。
6月 - 『鉄の首枷-小西行長伝』の取材で大韓民国へ旅行し、豊浦、釜山、熊川、慶州、蔚山を廻り、同月帰国。9月にはジャパン・ソサエティの招待を受け、アメリカに旅行。ニューヨーク]講演した後、ロサンゼルス、サンフランシスコを廻り、同月帰国。
12月 - ピエトゥシャック賞を受賞。授賞式参加のため、ポーランドのワルシャワに旅行、その後アウシュヴィッツを見学し、同月に帰国。
- 1977年（昭和52年）

1月 - 芥川賞選考委員に就任（ - 1987年）。
5月 - 兄死去。
- 1978年（昭和53年）

6月 - 『イエスの生涯』で国際ダグ・ハマーショルド賞を受賞。
- 1979年（昭和54年）

2月 - 『キリストの誕生』で第30回読売文学賞評論・伝記賞を受賞。『王国への道-山田長政』の取材でタイのアユタヤに旅行し、同月帰国。
3月 - 中華人民共和国に旅行。46年ぶりに幼少時代の想い出の地大連を訪れる。同月帰国。
4月 - 翻訳出版のトラブル解消のため、イギリスロンドンに旅行。その後、パリ、ローマを廻り、同月帰国。日本芸術院賞を受賞。
- 1980年（昭和55年）

5月 - 劇団「樹座」のニューヨーク公演。ジャパン・ソサエティで『カルメン』を上演。『侍』で第33回野間文芸賞を受賞。
- 1981年（昭和56年） - 日本芸術院会員になる。
- 1985年（昭和60年）

4月 - イギリス、スウェーデン、フィンランドを旅行し、同月に帰国。ロンドンのホテルでグレアム・グリーンと鉢合わせし、文学論を交わした。
6月 - 日本ペンクラブ第10代会長に就任（ - 1989年）。サンタクララ大学の名誉博士号を受けるため、アメリカに旅行。その後、カリフォルニア大学のジャック＝マリタン・アンド・トーマス＝モア研究所で講演を行ない、同月に帰国。
- 1986年（昭和61年）

2月 - 代々木富ヶ谷の仕事場を仮住まいにする。劇団「樹座」のロンドン公演。ジャネッタ・コクラン劇場で『蝶々夫人』を上演。
11月 - 台湾の輔仁大学の招待を受け、台湾に旅行。「宗教と文学の会」で講演を行い、同月に帰国。
- 1987年（昭和62年）

5月 - ジョージタウン大学の名誉博士号を受けるため、アメリカに旅行し、同月帰国。
10月 - 韓国文化院の招待を受け、大韓民国に旅行し、同月帰国。尹興吉との知遇を得る。
- 1988年（昭和63年）

4月 - 夫人を同伴してロンドンに旅行し、同月帰国。
8月 - 国際ペンクラブのソウル大会出席のため、大韓民国に旅行し、翌月帰国。文化功労者に選出される。
- 1989年（昭和64年・平成元年）

12月 - 父常久死去。
- 1990年（平成2年）

2月 - 『深い河』の制作のための下調べ／取材で、インドに旅行し、同月帰国。
7月 - 仕事場を上大崎に移す。
10月 - アメリカのキャンピオン賞を受賞。
- 1991年（平成3年）

1月、三田文学会理事長に就任（ - 1995年）。
5月 - ジョン・キャロル大学の名誉博士号を受けるため、アメリカに旅行。その後、マーティン・スコセッシと『沈黙』の映画化について話し合い、同月帰国。
12月 - 輔仁大学の名誉博士号を受けるため、台湾に旅行、同月帰国。
- 1993年（平成5年）

5月 - 腹膜透析の手術を行う。一時は危篤状態までに陥ったが、奇跡的に回復する。以後、入退院を繰り返すことになる。
- 1995年（平成7年）

9月 - 脳内出血で順天堂大学病院に入院。
11月 - 文化勲章受章。
12月 - 退院。
- 1996年（平成8年）

4月 - 腎臓病治療のため、慶應義塾大学病院に入院。
9月29日 - 午後6時36分、肺炎による呼吸不全で死去。

## 家族・親族

### 遠藤家
（鳥取県、東京都）
家系
- 初代・元衛（元哲）

遠藤家は代々東分知家の御医師で、初代を元衛（元哲）といい、鳥取の町医師であったが宝暦14年（1764年）3月四代池田澄延に召抱えられ、名も元哲と改めた。明和3年（1766年）侍医となり四人扶持を受けた。続いて五代池田延俊の侍医となり、明和9年（1772年）に詰江戸を命ぜられ、二十俵支配と詰高五俵の二十五俵の加増を受けた。
- 二代目・玄益

元哲に医師とする男子なく、藩医真嶋三随の甥である玄益を養子とした。安永4年（1775年）6月病没した。玄益は養子のため、三人扶持を受けて家督相続し、天明8年（1788年）より藩邸や城中勤務をした。勤務良好とあって翌寛政元年（1789年）には四人扶持となっている。そして御近習医師に昇格し、詰江戸を命ぜられ寛政6年まで江戸三田邸に勤務した。その後も度々江戸詰を命ぜられ五人扶持二十五俵の加増となり、寛政12年（1800年）3月から七代池田仲雅の御匕代役をした。享和2年に諸役から退き文化7年（1810年）正月に病没した。
- 三代目・玄里

三代玄里は玄益の実子で四人扶持を継いだ。文政2年（1819年）より藩邸、城中勤務をし、江戸詰も度々命ぜられている。安政2年（1855年）同じ東分知家医師であった石原玄碩長男の隼見を養子とした。玄里は翌安政3年（1856年）9月病没した。
- 四代目・玄益

四代玄益は父玄碩や本藩の藩医大島秀洞（本道、二〇〇石）に学んでおり、医術もよくできた。養子のため四人扶持十九俵を受けたが、翌年より城中勤務となり、安政6年（1859年）には九代池田仲立の御匕役を勤めた。
玄益に子供がなく慶応2年（1866年）6月中村鼎斎の門人で、邑美郡田島村の岡田新左衛門の子である岡田謙三を養子に入れた。明治元年（1868年）よりその謙三に代番勤めをさせている。しかし明治2年（1869年）より再び藩に勤務している。維新後の経歴は明らかでないが、河村郡下浅津村で開業していた。そして医業のかたわら創立して間もない浅津学校の訓導兼校長を勤めた。明治13年（1880年）に没した。
- 謙三の子たち

謙三の子に又蔵、河津三、隼見の三子がいた。又蔵は医師とならず東大理学部を卒業して早稲田の数学の教師となり、三男隼見は、東大経済学部を卒業して三菱商事に勤務した。
- 謙三の二男・河津三

二男・河津三は、岡山の三高医学部を卒業して東京に出て済生学舎で修行し明治33年（1900年）開業試験に合格した。一時横浜十全病院に勤めたのち明治35年（1902年）下浅津村に帰り、父の跡をついで医業をした。医業は多忙を極め、その上、需められ東郷池の向う花見村長和田に出張診療所を設けて日夜診療に明け暮れたという。河津三は郡医師会理事もつとめ、戦時中は満州開拓団の医師として2年ばかり夫婦で渡満し、帰国後再び浅津、長和田地区の診療をした。昭和24年（1949年）2月病没した。
家庭
- 父 常久（銀行員）

弁護士・和泉漱三の三男として生まれ、河津三の養子となる。医師とならず東大法学部を卒業して安田銀行に勤務した。
- 母 郁 - 郁子とも[25]。
- 義母 秀子 - 父親の再婚相手。
- 兄 正介

東京大学法学部卒、電電公社総務理事。
- 妻 順子（実業家岡田幸三郎の娘。俳優岡田英次の従妹）

東洋英和女学院、慶應義塾大学仏文科卒業。夫周作の死後、思い出を語った作品を残している（『夫・遠藤周作を語る』（聞き手鈴木秀子、文春文庫）、『夫の宿題』（2冊、PHP）ほか）。2021年1月16日、93歳で死去。
- 長男 龍之介

芥川賞受賞にちなんで龍之介と命名。フジテレビジョンに入社し、2019年から社長、2021年から取締役副会長。2022年から第16代日本民間放送連盟会長も務める。
父周作との子どものころの約束は3つあり「うそをつかない。ともだちを裏切らない。弱い人間を馬鹿にしない」だった。小学生の時、「お日さまがカンカンに照って、汗がだらだらと流れました。」と遠足の作文を自宅で書いていたら、後ろで見ていた父周作に「暑さを表現するのなら日陰の涼しさを書け」と激怒され、しばらくトラウマになったという回想がある。また会話は、敬語を用い、周作からは含みを残す言い回しや比喩を用いた表現を常としたとの回想がある。

## 作品一覧

### 日本
- 『フランスの大学生』（1953年、早川書房）のち角川文庫、ぶんか社文庫
- 『カトリック作家の問題』（1954年、早川書房）
- 『堀辰雄』（1955年、一古堂）「堀辰雄覚書」講談社文芸文庫
- 『白い人・黄色い人』（1955年、講談社）のち文庫、新潮文庫、講談社文芸文庫
- 『神と悪魔』（1956年、現代文芸社）
- 『青い小さな葡萄』（1956年、新潮社）のち講談社文庫、文芸文庫
- 『タカシのフランス一周』（1957年、白水社）
- 『恋することと愛すること』（1957年、実業之日本社）
- 『月光のドミナ』（1958年、東京創元社）のち新潮文庫
- 『海と毒薬』（1958年、文藝春秋新社）のち角川文庫、講談社文庫、新潮文庫
- 『恋愛論ノート』（1958年、東都書房）
- 『恋の絵本』（1959年、平凡出版）のち大和書房・女性論文庫
- 『おバカさん』（1959年、中央公論社）のち角川文庫、中公文庫、ぶんか社文庫
- 『蜘蛛 周作恐怖譚』（1959年、新潮社）
- 『若い日の恋愛ノート』（1960年、青春出版社）「恋愛とは何か」角川文庫
- 『新鋭文学叢書6 遠藤周作集』（1960年、筑摩書房）
- 『火山』（1960年、文藝春秋新社）のち角川文庫
- 『あまりに碧い空』（1960年、新潮社）
- 『聖書のなかの女性たち』（1960年、角川書店）のち講談社文庫
- 『ヘチマくん』（1961年、新潮社）のち角川文庫
- 『結婚』（1962年、講談社）のち文庫
- 『宗教と文学』（1963年、南北社）
- 『わたしが・棄てた・女』（1964年、文藝春秋新社）のち講談社文庫、改版2012
- 『浮世風呂』（1964年、講談社）
- 『一・二・三!』（1964年、中央公論社）のち文庫
- 『偽作』（1964年、東方社）
- 『留学』（1965年、文藝春秋新社）のち新潮文庫
- 『狐狸庵閑話』（1965年、桃源社）のち新潮文庫『狐狸庵閑話』（「古今百馬鹿」「現代の快人物」も併録）
- 『哀歌』（1965年、講談社）のち文庫、文芸文庫
- 『沈黙』（1966年、新潮社）のち文庫
- 『金と銀』（1966年、佼成出版社）のち文春文庫
- 『楽天主義のすすめ』（1966年、青春出版社）
- 『協奏曲』（1966年、講談社）のち文庫
- 『さらば、夏の光よ』（1966年、桃源社）のち講談社文庫
- 『闇のよぶ声』（1966年、光文社）のち角川文庫、ぶんか社文庫
- 『ぐうたら生活入門』（1967年、未央書房）のち角川文庫
- 『キリシタン時代の知識人-背教と殉教』（1967年、日本経済新聞社）
- 『現代の快人物-狐狸庵閑話巻之弐』（1967年、桃源社）のち角川文庫
- 『どっこいショ』（1967年、講談社）のち文庫
- 『私の影法師』（1967年、桂書房）
- 『古今百馬鹿-狐狸庵閑話巻之参』（1967年、桃源社）のち角川文庫
- 『影法師』（1968年、新潮社）のち文庫
- 『快男児・怪男児』（1968年、講談社）
- 『それ行け狐狸庵』（1969年、文藝春秋）のち文庫
- 『遠藤周作ユーモア小説集』（1969年、講談社）のち文庫
- 『大変だァ』（1969年、新潮社）のち文庫
- 『薔薇の館・黄金の国』（1969年、新潮社）
- 『楽天大将』（1969年、講談社）のち文庫
- 『遠藤周作怪奇小説集』（1970年、講談社）のち文庫
- 『愛情論-幸福の手帖』（1970年、虎見書房）
- 『遠藤周作の本』（1970年、KKベストセラーズ）
- 『石の声』（1970年、冬樹社）
- 『切支丹の里』（1971年、人文書院）のち中公文庫
- 『母なるもの』（1971年、新潮社）のち文庫
- 『黒ん坊』（1971年、毎日新聞社）のち角川文庫
- 『埋もれた古城』（1971年、新潮社）のち集英社文庫
- 『遠藤周作シナリオ集』（1971年、講談社）
- 『ただいま浪人』（1972年、講談社）のち文庫
- 『狐狸庵雑記帳』（1972年、毎日新聞社）
- 『ぐうたら人間学』（1972年、講談社）のち文庫（狐狸庵閑話）
- 『牧歌』（1972年、番町書房）のち新潮文庫
- 『狐狸庵型』（1973年、番町書房）のち角川文庫
- 『灯のうるむ頃』（1973年、講談社）のち角川文庫
- 『ぐうたら愛情学』（1973年、講談社）のち文庫（狐狸庵閑話）
- 『死海のほとり』（1973年、新潮社）のち文庫
- 『メナム河の日本人』（1973年、新潮社）
- 『ぐうたら会話集』（1973年、角川書店）のち文庫
- 『イエスの生涯』（1973年、新潮社）のち文庫
- 『遠藤周作第二ユーモア小説集』（1973年、講談社）のち文庫
- 『ぐうたら好奇学』（1974年、講談社）
- 『ピエロの歌』（1974年、新潮社）のち文庫
- 『周作快談』（1974年、毎日新聞社）
- 『口笛をふく時』（1974年、講談社）のち文庫
- 『うちの女房、うちの息子』（1974年、講談社）
- 『喜劇 新四谷怪談』（1974年、新潮社）
- 『最後の殉教者』（1974年、講談社）のち文庫
- 『恋愛作法』（1974年、いんなあとりっぷ社）
- 『日本人を語る』（1974年、小学館）
- 『白い風船』（1974年、教育出版「小学校国語」6年昭和49年度版[32]）
- 『君たちの悩みにまじめにお答えします』（1975年、集英社）
- 『彼の生き方』（1975年、新潮社）のち文庫
- 『この人たちの考え方』（1975年、読売新聞社）
- 『身上相談』（1975年、毎日新聞社）「小説身上相談」文春文庫
- 『ぼくたちの洋行』（1975年、講談社）のち文庫
- 『吾が顔を見る能はじ』（1975年、北洋社）
- 『観客席から』（1975年、番町書房）「観客席から 私の大好きな映画と芝居」角川文庫
- 『続・日本人を語る』（1975年、小学館）
- 『遠藤周作ミステリー小説集』（1975年、講談社）
- 『ボクは好奇心のかたまり』（1976年、新潮社）のち文庫
- 『勇気ある言葉』（1976年、毎日新聞社）のち集英社文庫
- 『私のイエス-日本人のための聖書入門』（1976年、祥伝社）
- 『砂の城』（1976年、主婦の友社）のち新潮文庫
- 『悲しみの歌』（1977、新潮社）のち文庫
- 『鉄の首枷-小西行長伝』（1977年、中央公論社）のち文庫、ぶんか社文庫
- 『走馬燈-その人たちの人生』（1977年、毎日新聞社）のち新潮文庫
- 『旅は道づれ世は情け』（1977年、番町書房）
- 『自選作家の旅』（1977年、山と渓谷社）
- 『日本人はキリスト教を信じられるか』（1977年、講談社）
- 『愛情セミナー』（1977年、集英社文庫）
- 『白い風船』（1977年、教育出版6年生国語教科書昭和52年度版）[33][34]
- 『ウスバかげろう日記』（1978年、文藝春秋）のち文庫、河出文庫
- 『人間のなかのX』（1978年、中央公論社）のち文庫
- 『キリストの誕生』（1978年、新潮社）のち文庫
- 『ぐうたら会話集』第2-3集（1978、80年、角川書店）のち文庫
- 『王妃マリー・アントワネット』全3巻（1979-80年、朝日新聞社）のち新潮文庫
  - マリー・アントワネット (ミュージカル) - 2006年にミュージカル化され、ブレーメンにてドイツ語でも上演された。
- 『銃と十字架』（1979年、中央公論社）のち文庫(ペトロ岐部)
- 『十一の色硝子』（1979年、新潮社）のち文庫
- 『異邦人の立場から』（1979年、現代の随想 日本書籍）のち講談社文芸文庫
- 『お茶を飲みながら』（1979年、小学館）のち集英社文庫
- 『ぐうたら社会学』（1979年、集英社文庫
- 『結婚論』（1980年、主婦の友社）
- 『天使』（1980年、角川書店）のち文庫
- 『侍』（1980年、新潮社）のち文庫
- 『狐狸庵二十面相』（1980年、文藝春秋）
- 『父親』〈上・下〉（1980年、講談社）のち集英社文庫、講談社文庫、集英社文庫
- 『かくれ切支丹』（1980年、角川書店）
- 『作家の日記』（1980年、作品社）のち講談社文庫、福武文庫、講談社文芸文庫
- 『遠藤周作による遠藤周作』（1980年、青銅社）
- 『真昼の悪魔』（1980年、新潮社）のち文庫
- 『狐狸庵うちあけ話』（1981年、集英社文庫）
- 『愛と人生をめぐる断想』（1981年、文化出版局）のち光文社文庫
- 『王国への道-山田長政』（1981年、平凡社）のち新潮文庫
- 『名画・イエス巡礼』（1981年、文藝春秋）「イエス巡礼」文庫
- 『女の一生』（1982年、朝日新聞社）のち新潮文庫
- 『足のむくまま 気のむくまま』（1982年、文藝春秋）のち文庫
- 『自分をどう愛するか〈生活編〉』（1982年、青春出版社）のち文庫
- 『冬の優しさ』（1982年、文化出版局）のち新潮文庫
- 『あべこべ人間』（1982年、集英社）のち文庫
- 『遠藤周作と考える-幸福、人生、宗教について』（1982年、PHP研究所）
- 『悪霊の午後』（1983年、講談社）のち文庫
- 『私にとって神とは』（1983年、光文社）のち文庫
- 『よく学び、よく遊び』（1983年、小学館）のち集英社文庫
- 『イエス・キリスト』（1983年、新潮社） - 『イエスの生涯』『キリストの誕生』の合本
- 『イエスに邂った女たち』（1983年、講談社）のち文庫
- 『自分づくり-自分をどう愛するか〈生き方編〉』（1984年、青春出版社）のち文庫
- 『私の愛した小説』（1985年、新潮社）のち文庫 - 「テレーズ・デスケルウ」作品論と訳
- 『何でもない話』（1985年、講談社）のち文庫
- 『ほんとうの私を求めて』（1985年、海竜社）のち集英社文庫
- 『宿敵』〈上・下〉（1985年、角川書店）のち文庫(小西行長・加藤清正)
- 『心の夜想曲（1986年、文藝春秋）のち文庫
- 『ひとりを愛し続ける本』（1986年、青春出版社）のち講談社文庫
- 『スキャンダル』（1986年、新潮社）のち文庫
- 『風の肉声』（1986年、大和出版）
- 『私が見つけた名治療家32人』（1986年、祥伝社）
- 『遠藤周作のあたたかな医療を考える』（1986年、読売出版社）
- 『あなたの中の秘密のあなた』（1986年、ハーレクイン・エンタープライズ支社）のちPHP文庫
- 『男感覚女感覚の知り方』（1986年、青春出版社）のち文庫
- 『わが恋う人は』（1987年、講談社）のち文庫
- 『死について考える-この世界から次の世界へ』（1987年、光文社）のち文庫
- 『ピアノ協奏曲二十一番』（1987年、文藝春秋）のち文庫
- 『眠れぬ夜に読む本』（1987年、光文社）のち文庫
- 『あまのじゃく人間へ』（1987年、青春出版社）のち文庫
- 『妖女のごとく』（1987年、講談社）のち文庫 (長崎俊一監督で「妖女の時代」として映画化）
- 『こころの不思議、神の領域』（1988年、PHP研究所）のち文庫
- 『ファーストレディ』〈上・下〉（1988年、新潮社）のち文庫
- 『その夜のコニャック』（1988年、文藝春秋）のち文庫
- 『“逆さま流”人間学』（1989年、青春出版社）「らくらく人間学 逆さまに見れば何んでも面白くなる」文庫
- 『春は馬車に乗って』（1989年、文藝春秋）のち文庫
- 『こんな治療法もある』（1989年、講談社）
- 『反逆』〈上・下〉（1989年、講談社）のち文庫 （織田信長）
- 『落第坊主の履歴書』（1989年、日本経済新聞社）のち文春文庫、日経文芸文庫（私の履歴書）
- 『変るものと変らぬもの』（1990年、文藝春秋）のち文庫
- 『心の海を探る』（1990年、プレジデント社）のち角川文庫
- 『考えすぎ人間』（1990年、青春出版社）のち文庫
- 『生き上手 死に上手』（1991年、海竜社）のち文春文庫
- 『決戦の時』〈上・下〉（1991年、講談社）のち文庫(織田信長、生駒吉乃）
- 『男の一生』〈上・下〉（1991年、日本経済新聞社）のち文春文庫、日経文芸文庫 (前野長康)
- 『ヘンな自分を愛しなさい』青春出版社、1991 「ちょっと幸福論 あなたの中の未知のあなたへ」文庫
- 『心の砂時計』（1992年、文藝春秋）のち文庫
- 『王の挽歌』〈上・下〉（1992年、新潮社）のち文庫 （大友宗麟）
- 『異国の友人たちに』（1992年、読売新聞社）
- 『狐狸庵 歴史の夜話』（1992年、牧羊社）のちPHP文庫
- 『万華鏡』（1993年、朝日新聞社）のち朝日文芸文庫
- 『深い河』（1993年、講談社）のち文庫
- 『心の航海図』（1994年、文藝春秋）のち文庫
- 『女』（1995年、講談社）のち文春文庫
- 『戦国夜話』（1996年、小学館）
- 『風の十字路』（1996年7月、小学館）
- 『なつかしき人々』1・2（1996年、小学館）
- 『生きる勇気が湧いてくる本』（1996年、騎虎書房）のち祥伝社黄金文庫、青志社
- 『最後の花時計』（1997年、文藝春秋）のち文庫
- 『無鹿』（1997年、文藝春秋）のち文庫
- 『好奇心は永遠なり』（1997年、講談社）
- 『「深い河」創作日記』（1997年、講談社）のち文庫、講談社文芸文庫
- 『夫婦の一日』（1997年、新潮社）のち文庫
- 『心のふるさと』（1997年、文藝春秋）のち文庫
- 『ルーアンの丘』（1998年、PHP研究所）のち増補版
- 『信じる勇気が湧いてくる本』（1998年、祥伝社）のち黄金文庫
- 『愛する勇気が湧いてくる本』（1998年、三笠書房）のち黄金文庫
- 『十頁だけ読んでごらんなさい。十頁たって飽いたらこの本を捨てて下さって宜しい。』（2006年、海竜社）のち新潮文庫
- 『遠藤周作短篇名作選』（2012年、講談社文芸文庫）
- 『人生の踏絵』（2017年、新潮社）のち文庫
- 『沈黙の声』（2017年、青志社）、1992年時の著作
- 『影に対して―母をめぐる物語』（2020年、新潮社）のち文庫
- 『秋のカテドラル―遠藤周作初期短篇集』（2021年、河出書房新社）
- 『薔薇色の門 誘惑―遠藤周作初期中篇』（2021年、河出書房新社）
- 『稔と仔犬 青いお城―遠藤周作初期童話』（2022年、河出書房新社）
- 『善人たち』（2022年、新潮社）、戯曲集
- 『フランスの街の夜―遠藤周作初期エッセイ』（2022年、河出書房新社）
- 『現代誘惑論―遠藤周作初期エッセイ』（2023年、河出書房新社）
- 『ころび切支丹―遠藤周作初期エッセイ』（2023年、河出書房新社）
- 『人生を抱きしめる―遠藤周作初期エッセイ』（2023年、河出書房新社）
- 『沈黙の声―遠藤周作初期エッセイ』（2024年、河出書房新社）
- 『アラベスケ―遠藤周作初期エッセイ』（2024年、河出書房新社）
- 『遠藤周作短篇集』（2024年、岩波文庫、山根道公編）

講演録
- CD版 遠藤周作講演選集〈全6巻〉アートデイズ、2002年3月、新版2017年
- CD版 日本人とキリスト教ほか、新潮社、新版2010年

#### 作品集
- 『遠藤周作文庫』〈全51冊〉（1974-78年、講談社）
- 『遠藤周作文学全集』〈全11巻、1975年、新潮社）
- 『遠藤周作歴史小説集』（全7巻、1996年、講談社）
- 『遠藤周作文学全集』（全15巻、1999-2000年、新潮社）
- 『遠藤周作全日記』（2018年、河出書房新社、2巻組）

#### 対談ほかの共著
- 『遠藤周作のまごころ問答』（1967年、コダマプレス）
- 『周作口談』（1968年、朝日新聞社）「ぐうたら交遊録」講談社、1973年
- 『狐狸庵 vs マンボウ』（1974年、講談社） - 共著：北杜夫 のち文庫
- 『狐狸庵 vs マンボウ PART II』（1975年、講談社） - 共著：北杜夫 のち文庫
- 『ぐうたら怠談』（1973年、毎日新聞社）
- 『怠談 ユーモア対談集』（1975年、番町書房）
- 『周作怠談・12の招待状』（1979年、主婦の友社）
- 『僕のコーヒーブレイク 遠藤周作対談録』（1981年、主婦の友社）
- 『生きる学校 対談』（1984年、文藝春秋）
- 『快人探検　遠藤周作対談』（1984年、青人社）
- 『狐狸庵が教える「対話術」』（1985年、光文社）のち文庫
- 『狐狸庵が教える「対談学」 その方法と実地指導』（1986年、光文社）
- 『新 ぐうたら怠談』（1987年、光文社）
- 『まず微笑』曽野綾子、三浦朱門共著、PHP文庫、1988年
- 『遠藤周作と語る-日本人とキリスト教』（1988年、女子パウロ会）
- 『人生の同伴者』聞き手佐藤泰正（1991年、春秋社）のち新潮文庫
- 『狐狸庵対談 快女・快男・怪話』（1991年、文藝春秋）のち文庫
- 『対論 たかが信長 されど信長』（1992年、文藝春秋）のち文庫
- 編『 キリスト教ハンドブック（1993年、三省堂）
- 『「遠藤周作」とShusaku Endo』（1994年、春秋社）
- 『「深い河」をさぐる』（1994年、文藝春秋）のち文庫

#### 作詞
- おっさんのバラード（1978年、キングレコード、歌：藤田まこと）

### 海外
※便宜上、タイトルは英語に統一。言語圏ごとにタイトルは異なる。
- 海と毒薬 The Sea and Poison（1972年、イギリス）
- 沈黙 Silence（1972年、オランダ・スウェーデン・スペイン・ノルウェー・フランス・ポーランド）
- おバカさん Wonderful Fool（1974年、イギリス、Peter Owen Publishers）
- イエスの生涯 A Life of Jesus（1978年、イタリア、クエリニアナ出版社）
- 火山 Volcano（1978年、イギリス、Peter Owen Publishers）
- わたしが・棄てた・女 The Girl I Left Behind（1978年、ポーランド、パックス出版社）
- 口笛をふく時 When I Whistle（1979年、イギリス、Peter Owen Publishers）
- イエスの生涯 A Life of Jesus（1979年、アメリカ、ポーリスト出版社）
- 侍 The Samurai（1982年、イギリス、Peter Owen Publishers）
- 十一の色硝子 Stained Glass Elegies（1984年、イギリス、Peter Owen Publishers）
- スキャンダル Scandal（1988年、イギリス、Peter Owen Publishers）
- 留学 Foreign Studies（1989年、イギリス、Peter Owen Publishers）
- 深い河 Deep River

## メディア

### 主な出演
テレビ番組
- ほんものは誰だ!（日本テレビ、解答者）
- わくわく動物ランド（TBS、解答者・初期）
- すばらしき仲間（中部日本放送制作・TBS系列、北杜夫と佐藤愛子と共演）
- アップダウンクイズ（毎日放送制作・TBS系列、15周年記念大会決勝・シルエットクイズのゲスト）
- 木曜ドラマストリート「孤独な週末」（フジテレビ） ほか
- 大変だァ（1970年、NETテレビ系） - 医者役（カメオ出演）

CM
- ネスレ ネスカフェゴールドブレンドCM（1972年。2008年のCMは合成映像で唐沢寿明と共演。）
- キヤノン 電子漢字字典（1982年）
- 麒麟麦酒 キリンラガービール（1990年）
- ホテルハマツ 開業スタッフ募集（1990年）
- NEC 文豪MINI5SH CM（1992年）

映画
- 私が棄てた女（1969年、日活） - 医者役（カメオ出演）
- 千夜一夜物語（1969年、日本ヘラルド） - 女奴隷市の野次馬役（友情出演）

ドキュメンタリー
- 日曜美術館「私とルオー 遠藤周作」（1983年4月17日、NHK）
- ETV特集「遠藤周作 封印された原稿」（2021年10月9日、NHK Eテレ）
- こころの時代「遠藤周作没後25年 遺作『深い河』をたどる、前編・後編」（2021年10月31日、11月7日、NHK Eテレ）

## 未発表作品
2010年4月25日、未完成の中編小説が書かれたノートが長崎市の遠藤周作文学館で発見されたことが報じられた。
2020年2月、長崎市遠藤周作文学館で未発表の完成した小説「影に対して」が発見された。1963年3月より後、40歳以降に執筆されたと推測される、自伝的作品。
短編作品数篇を併録し、同年10月に新潮社から単行本化された。

## 関連人物
- ジョルジュ・ネラン - ガストン・ボナパルト（『おバカさん』、『悲しみの歌』、『深い河』に登場する人物）のモデルとなった神父
- 廣石廉二 - 遠藤周作研究者
- 阿川弘之 - 旧知の仲。遠藤のエッセイの中にも頻繁に登場し、その人柄を「瞬間湯沸かし器」と評している。
- 北杜夫 - 旧知の仲で、共著を2冊出している。
- 三浦朱門 ‐ 『わが友遠藤周作 ある日本的キリスト教徒の生涯』（PHP研究所、1997年）がある。曽野綾子との結婚に際しては遠藤が代父となったが、当時三浦は代父がどんなものかよくわかっていなかった。
- 安岡章太郎 - 学生時代以来の親友で、遠藤の影響でカトリックへ入信。
- 佐藤愛子- 旧知の友人。遠藤が骨折入院したときに見栄を張って松坂慶子の名前で花束を届けるよう依頼したが、直後に会った際に怪我の具合も訊かずに即代金を請求された旨、エッセイに記している。真偽は明らかでない。
- 古山高麗雄 - お互い芥川賞作家であり、古くからの友人。競馬の師匠として述べている
- 吉行淳之介
- 加賀乙彦
- 篠田正浩
- さくらももこ - 生前、遠藤周作と会食をした際、散々からかわれたと著書で述べている。
- 瀬戸内寂聴
- 堀辰雄
- 原民喜 - 先輩作家
- 柴田錬三郎 - 先輩作家で、遠縁に当たる。遠藤は彼の家に居候していたこともあるほか、遠藤の対談集『ぐうたら会話集 第2集』に収められた対談の中で「君（遠藤）が黒ミサで生まれた子にしろと言ったから眠狂四郎の設定が決まった」と柴田から言及されている。
- 梅崎春生 - 戦後間もない、学生時代に「ランボォ」という店で初めて会ったらしい。互いにいたずらの腕を競い合った。梅崎春生の死後、色んな思い出話をエッセーで遠藤は語っている。
- 山口トキコ - テレビ、ラジオでも活躍中の女医。彼女の学生時代、遠藤の「トキちゃん肛門科医になったらどうだい？」の言葉に大きな感銘を受ける。
- 橋本武 - 灘中学校時代の国語教師。「週刊読売」1974年4月6日号にて遠藤と対談（対談は『伝説の灘校教師が教える一生役立つ学ぶ力』（日本実業出版社 2012年）p.201-214に再録されている）。
- 松村禎三 - 『沈黙』を自身の台本でオペラ化した（沈黙 (オペラ) を参照）。
- 青島広志 - 『黄金の国』を自身の台本でオペラ化した[45]。
- 竹中直人 - コメディアンとして売れ始めた頃、ものまねのレパートリーとしていた。また1999年のテレビドラマ『夫の宿題』（毎日放送・TBS、原作：妻・遠藤順子）にて遠藤周作を演じた。
- 松坂慶子 - 劇団樹座の演出を担当。